# Корсун Сергій Петрович
Сергій Петрович Корсун — полковник Збройних сил України. Заступник начальника регіонального управління Сил територіальної оборони «Північ»[джерело?].

## Життєпис
Влітку 2014-го бра участь у боях за Савур-Могилу, отримав там контузію. Брав участь у боях під Дебальцевим та Мар`їнкою 
В 2020-му році служив на Луганському напрямку .
25 лютого 2022 в Іванкові Київської області два танки батальйону Корсуна спалили практично три колони рашистів. На той час служив командиром танкового батальйону 14-ї окремої механізованої бригади імені князя Романа Великого .
В 2023-му році служив заступником командира 14 ОМБр 

## Особиста інформація
Дід Сергія Корсуня пройшов усю Другу світову, був другим номером на кулеметі Максима, поранений під Краковом .

## Нагороди
- Народний Герой України [1][2]
- Орден Богдана Хмельницького ІІІ ступеня[джерело?]
- Медаль  «За військову службу Україні» (10 березня 2022) [5]
- Орден Богдана Хмельницького ІІ ступеня (23 лютого 2024) [6]